# Partito verde
Partito verde o partito ecologista è formalmente un partito politico organizzato sulla base dei principi della politica verde. Tali principi includono la giustizia sociale, il ricorso di base della democrazia, la non violenza e il supporto per le cause dell'ambiente. I Verdi sostengono che l'esercizio di questi principi siano la guida per la salute del mondo.

## Definizione
La distinzione è molto spesso tra "parti verdi" (scritto a lettere minuscole) e "Partiti Verdi" (a lettere maiuscole).
Ogni partito, fazione o politico può essere etichettato come "verde", se si enfatizza le cause ambientali. Infatti, il termine può anche essere usata come verbo: non è raro sentir parlare di "inverdimento" di un partito o di un candidato.
Al contrario, i "Partiti Verdi" sono formalmente organizzati e seguono un'ideologia coerente che comprende non solo l'ambientalismo, ma anche la giustizia sociale, il metodo del consenso e il pacifismo. I Verdi ritengono che questi problemi siano intrinsecamente legati l'uno all'altro come fondamento per la pace nel mondo. La più nota affermazione di valori verdi è rappresentata dai Quattro Pilastri del Partito Verde, adottato da I Verdi fin dalla loro fondazione, nel 1979-1980.

## Influenze
I primi partiti al mondo che hanno basato la propria formazione su una piattaforma ideologica prevalentemente ambientale sono stati lo United Tasmania Group, che nell'aprile del 1972 ha contestato le elezioni statali in Tasmania, e il neozelandese Value Party. La prima formazione partitica di ispirazione verde sorta in Europa è stata il "Movimento Popolare per l'Ambiente", fondato nel 1972 nel cantone svizzero di Neuchâtel, mentre il primo partito di livello nazionale in Europa è stato il PEOPLE, fondato nel Regno Unito nel febbraio del 1973, diventato poi il "Partito dei Verdi del Regno Unito".
Il Partito Verde che raggiunse per primo un posto di rilievo nazionale è stato il partito de I Verdi della Germania, famosi per la loro opposizione al nucleare e come espressione anti-centralista e di valori pacifisti tradizionali ai verdi. La formazione è stato fondata nel 1980 ed ha partecipato a governi di coalizione a livello statale per alcuni anni. Dal 1998 al 2005, Alleanza 90/I Verdi hanno costituito a livello federale un governo con il Partito Socialdemocratico di Germania, nell'ambito di un'alleanza Rosso-Verde. Nel 2001 hanno raggiunto un accordo per porre fine all'utilizzo dell'energia nucleare in Germania e ha accettato di restare nella coalizione e sostenere il governo del Cancelliere tedesco Gerhard Schröder nel 2001 sulla guerra afgana. Quest'ultima scelta ha messo i Verdi tedeschi in contrasto con i Verdi di molte altre parti del mondo, ma ha dimostrato anche che essi erano in grado di raggiungere difficili compromessi politici.
In Finlandia, nel 1995, il Partito dei Verdi Finlandese è stato il primo partito verde europeo a far parte di un Gabinetto cittadino.
Fra gli altri partiti verdi che hanno partecipato al governo a livello nazionale figurano i Verdi Fiamminghi, L'Ecolo in Belgio e in Francia Les Verts. Nei Paesi Bassi la Sinistra Verde, fondata nel 1990 dalla fusione di quattro a piccoli partiti di sinistra, ad oggi è una fazione stabile nel parlamento olandese. In Irlanda il Partito dei Verdi Irlandesi è rappresentato da quattro membri del parlamento che fanno parte di un governo di coalizione.
In tutto il mondo c'è stata un'esplosione dei partiti verdi negli ultimi trent'anni. Partiti verdi esistono ora nella maggior parte dei paesi con sistemi democratici: dal Canada al Perù, dalla Norvegia al Sudafrica, dall'Irlanda alla Mongolia, includendo anche l'Italia dove sono presenti diversi parlamentari di Europa Verde e di Green Italia, anche se tutti passati dal gruppo misto e non direttamente eletti col gruppo. 
La maggior parte dei Partiti Verdi sono realizzati per vincere le elezioni, quindi si organizzano per la presentazione di progetti elettorali o politici. Ciò comunque non si applica universalmente: Il Partito Verde dell'Alaska, per esempio, è organizzato secondo linee bioregionali per la pratica della democrazia bioregionale.